# Ki a faszagyerek?
A Ki a faszagyerek? (eredeti cím: The Man) 2005-ben bemutatott amerikai filmvígjáték, melyet Les Mayfield rendezett. A forgatókönyvet Jim Piddock, Margaret Oberman és Stephen Carpenter írta. A főbb szerepekben Eugene Levy, Samuel L. Jackson és Miguel Ferrer látható.
Az Amerikai Egyesült Államokban és Kanadában 2005. szeptember 9-én mutatták be.

## Cselekmény
Derrick Vann különleges ügynök el akarja kapni azt, aki megölte a társát, de egy téves személyazonosság miatt Andy Fiddlerhez, a túl sok kérdést feltevő és Vann útjába kerülő üzletkötőhöz jut el.

## Szereplők
| Szerep                  | Színész           | Magyar hang      |
| ----------------------- | ----------------- | ---------------- |
| Derrick Vann ATF-ügynök | Samuel L. Jackson | Kőszegi Ákos     |
| Andy Fiddler            | Eugene Levy       | Rosta Sándor     |
| Joey Trent / Kane       | Luke Goss         | Bozsó Péter      |
| Peters ügynök           | Miguel Ferrer     | Cs. Németh Lajos |
| Rita Carbone hadnagy    | Susie Essman      | Simonyi Kriszta  |
| Booty                   | Anthony Mackie    | Hamvas Dániel    |
| Susan                   | Gigi Rice         |                  |
| Dara Vann               | Rachael Crawford  | Agócs Judit      |
| második I.A. ügynök     | Philip Akin       |                  |
| pincérnő                | Lindsay Ames      |                  |
| körzeti rendőr          | Randy Butcher     |                  |
| az IA sofőrje           | Michael Cameron   |                  |
| kemény fickó            | Kevin Rushton     |                  |
| kezdő rendőr            | Joe Sacco         |                  |
| Santos                  | Horatio Sanz      | Elek Ferenc      |
| Manuel "Manny" Cortez   | Nestor Serrano    | Láng Balázs      |
| apáca                   | Beatriz Yuste     |                  |

## Fogadtatás
A film negatív kritikákat kapott. A Rotten Tomatoes honlapján 12%-ot ért el 100 kritika alapján – „Samuel L. Jackson kemény megjelenése és Eugene Levy komikusi időzítése ellenére a Ki a faszagyerek? cselekménye céltalan, a poénjai pedig elcsépeltek, így végül olyan hatást kelt, mintha a Furcsa pár egy rosszabb változatát látnánk”.
A Metacritic oldalán 33 pontot szerzett a százból, 27 kritika alapján.